# Festa Major de la Sagrera
La Festa Major de la Sagrera se celebra la segona quinzena de novembre al barri de la Sagrera, al districte de Sant Andreu de Barcelona. El motiu de la festivitat és la festivitat de Crist Rei, que és l'últim diumenge abans de començar l'advent, ja que la parròquia del barri, de la dècada del 1930, està dedicada a Crist Rei.

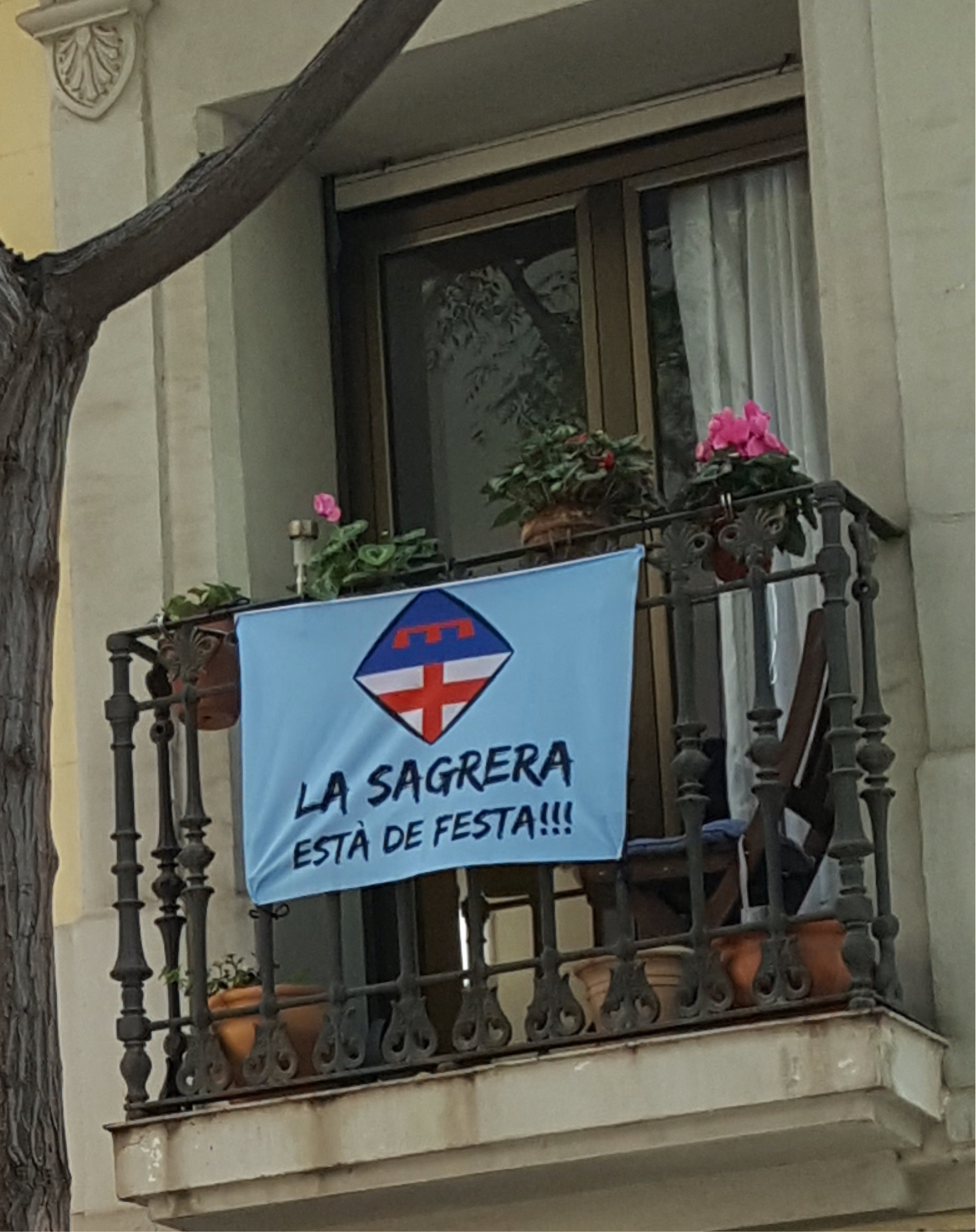
Domàs de la Festa Major del barri, 2020

La festa major i el teixit associatiu del barri són un reflex de tot aquest passat recent. De fet, les agrupacions més veteranes no tenen pas més de quaranta anys. De l'organització, se n'encarrega la Comissió de Festes de la Sagrera, un compendi que integra la majoria d'entitats del barri. Entre els actes més destacats, hi trobem la cercavila gegantera del matí de festa major, el festival de dansa que organitza l'Esbart l'Estel o el correfoc de la colla del Drac i Diables de la Sagrera.

## Actes destacats
- Diada castellera. La Colla Castellera Jove de Barcelona s'encarrega de començar la festa major, organitzant la seva diada d'hivern a la plaça de Masadas. Sol ser la darrera actuació del grup cada temporada i la fan en aquest districte de Sant Andreu, que és on tenen més lligams.[1]
- Matí de festa major. El dia central de la festa comença de bon matí amb una despertada a càrrec dels Diables de la Sagrera. Després es fa la trobada de gegants, en què participen figures de tota la ciutat, seguida d'una cercavila pels carrers més cèntrics del barri. L'actuació final és a la plaça de Masadas, amb els balls d'honor dels gegants amfitrions.[1]
- Festival de dansa tradicional. Des de ja fa molts anys, el diumenge de festa major l'Esbart l'Estel, vinculat a la parròquia, organitza una mostra de dansa tradicional i de creació a la plaça dels Jardins d'Elx. A més de les seves seccions i el repertori habitual, sempre participen en el festival un parell d'agrupacions convidades de la ciutat o de la resta del país.[1]
- Correfoc. La Colla Drac i Diables de la Sagrera organitza el correfoc infantil, el dels grans i les corresponents tabalades. Generalment aquestes activitats es concentren en un sol vespre i abans de començar el correfoc principal es fa la lectura dels versots. Després les figures de foc de la colla, el Drac Volador i el Sagresaure, surten a cremar amb els diables.[1]
- La Batalla de Confeti, organitzada per l'Esplai 'la Sagrera' es celebra des de fa molts anys a plaça Masadas al centre del barri. L'any 2022 se'n va celebrar la seva 38a edició.[2]